# 上海市台湾同胞联谊会
上海市台湾同胞联谊会簡稱上海市台联，是中華人民共和國上海市一個由在上海的台灣人組建的組織，該組織主要幫助在中國大陸生活和工作的台灣人。1981年9月12日，當時在上海定居的64位台灣人代表在上海召開上海市台湾同胞第一次代表会议，同時上海市台湾同胞联谊会正式成立。卢丽安曾擔任上海市台湾同胞联谊会會長。

## 外部連結
- 官方网站